# Maurice Schot
Maurice Schot, né le 11 juin 1896 à Dottignies et décédé le 1er novembre 1979 à Oud-Heverlee fut un homme politique belge, membre du CVP.
Schot fut docteur en droit, avocat et administrateur de sociétés et de l'Université catholique de Louvain.
Il fut conseiller communal de Louvain (1933-1947), conseiller provincial de la province de Brabant (1932-1946), sénateur (1946-54) et puis député (1954-1961) de l'arrondissement de Louvain.

## Sources
- Bio sur ODIS